# 亚洲公路11号线
亞洲公路11号线（英語：Asian Highway 11），编号为，起点为老挝的万象，终点为柬埔寨的西哈努克市。在泰国湾沿岸连接亞洲公路12号线。

## 老挝
- 13号公路: 万象（与相交） - Vieng Kham （开始与共线） - 他曲 (结束与共线) - 塞诺（与共线3千米） - Veun Kham

## 柬埔寨
- 7号公路: Dong Calor - 曾波雷县
- 6号公路: 曾波雷县 - 金边 (与相交)
- 4号公路: 金边 - 西哈努克市